# Référence religieuse algérienne
 (décembre 2019).
- Si vous ne connaissez pas le sujet, laissez ce bandeau (vous pouvez alors contacter les auteurs).
- Si vous supprimez le contenu mis en cause (vous pouvez préalablement contacter les auteurs),

argumentez précisément cette suppression dans la page de discussion
(un manque de référence n'est pas un argument ; une recherche réelle de référence doit avoir été effectuée, être formellement documentée).

Référence religieuse algérienne

La référence religieuse algérienne est le cadre fondamentaliste et légal de la pratique de la religion de l'Islam en Algérie au sein du Sunnisme sous la tutelle du ministère des Affaires religieuses et des Wakfs.

## Éléments référentiels

### Sunnisme

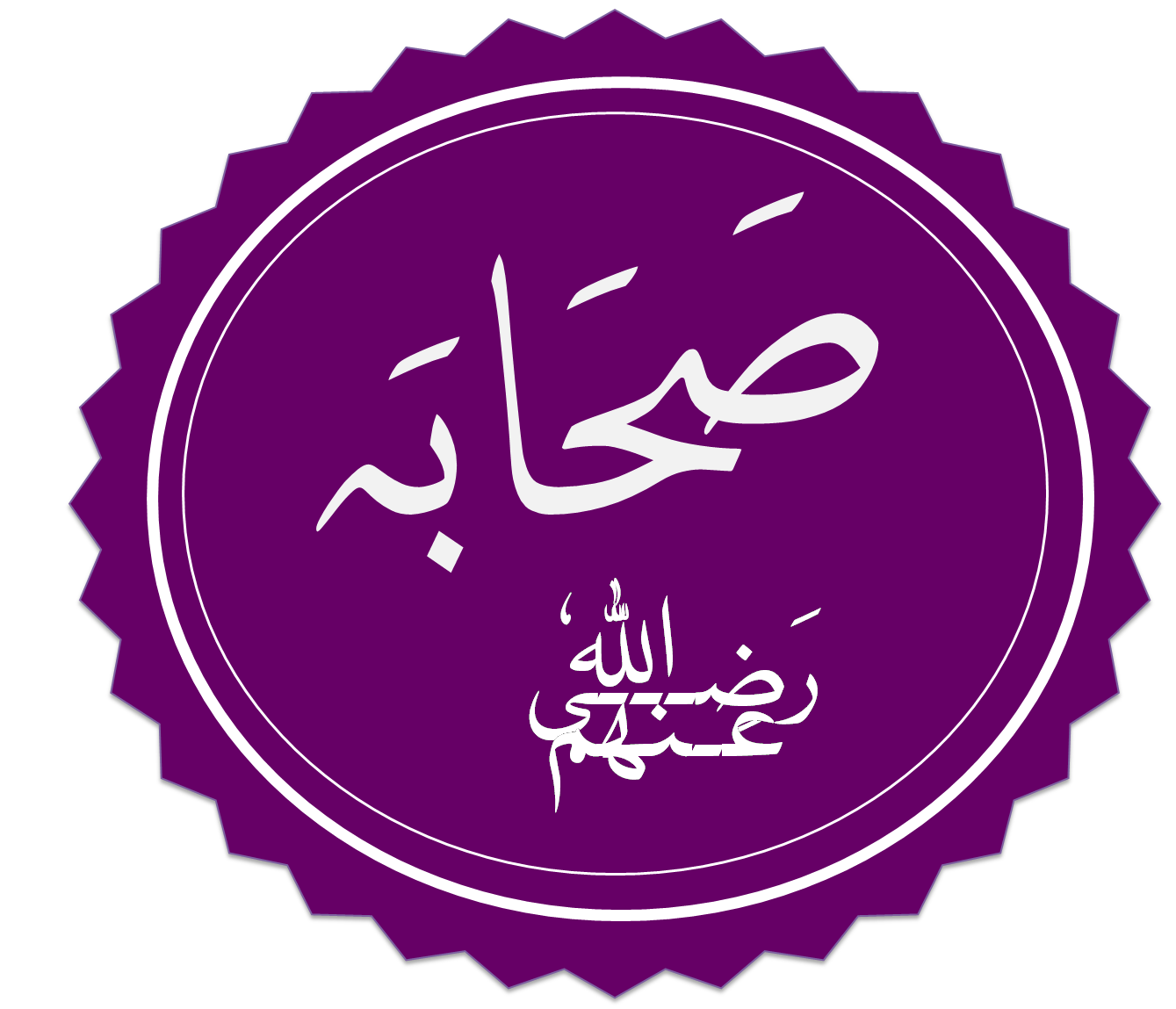
Le mot sahaba en arabe.

L'Algérie appartient au monde sunnite qui est la communauté islamique à laquelle appartient la grande majorité des musulmans.
Les sources de sa jurisprudence islamique sunnite sont le Coran et la Sunna du Prophète Mahomet dans les hadiths qui lui sont attribués.

### Acharisme
L'Algérie s'appuie dans sa foi musulmane sur l'Acharisme qui est une école théologique de l'islam, fondée par Abu Al-Hasan al-ʾAshʿarī (873-935)[réf. nécessaire].

### Malikisme
L'Algérie adopte le Malikisme, qui est l'une des quatre madhhab du droit musulman sunnite, fondé sur l'enseignement de l'imam Mâlik ibn Anas (711-795).

### Soufisme
Ce rite spirituel est enseigné et pratiqué dans plus de 1 600 zaouïas en Algérie.

## Mosquées

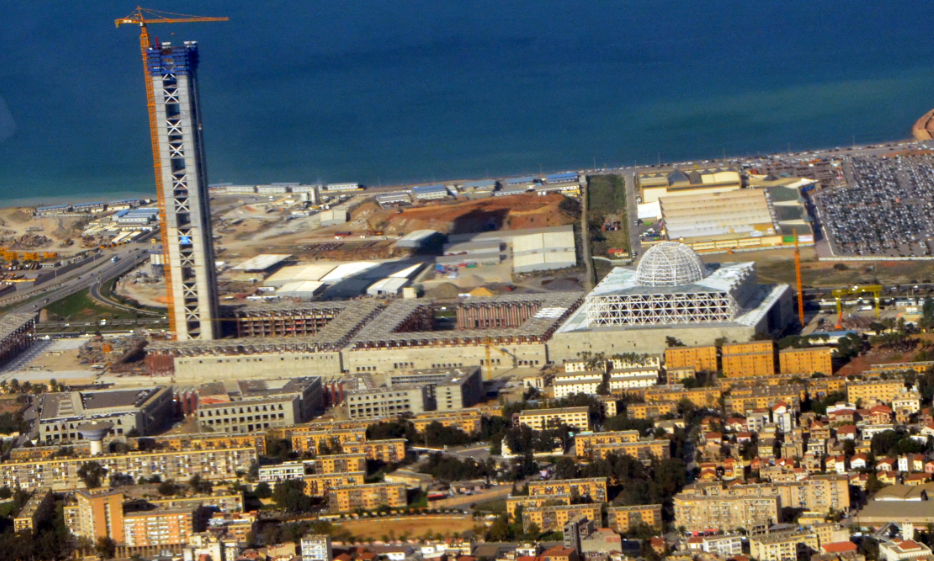
Grande mosquée d'Alger

### Architecture
L'Algérie préconise l'architecture islamique dans sa version maghrébine dénommée architecture mauresque dans l'édification des mosquées sur son territoire national.

## Coran

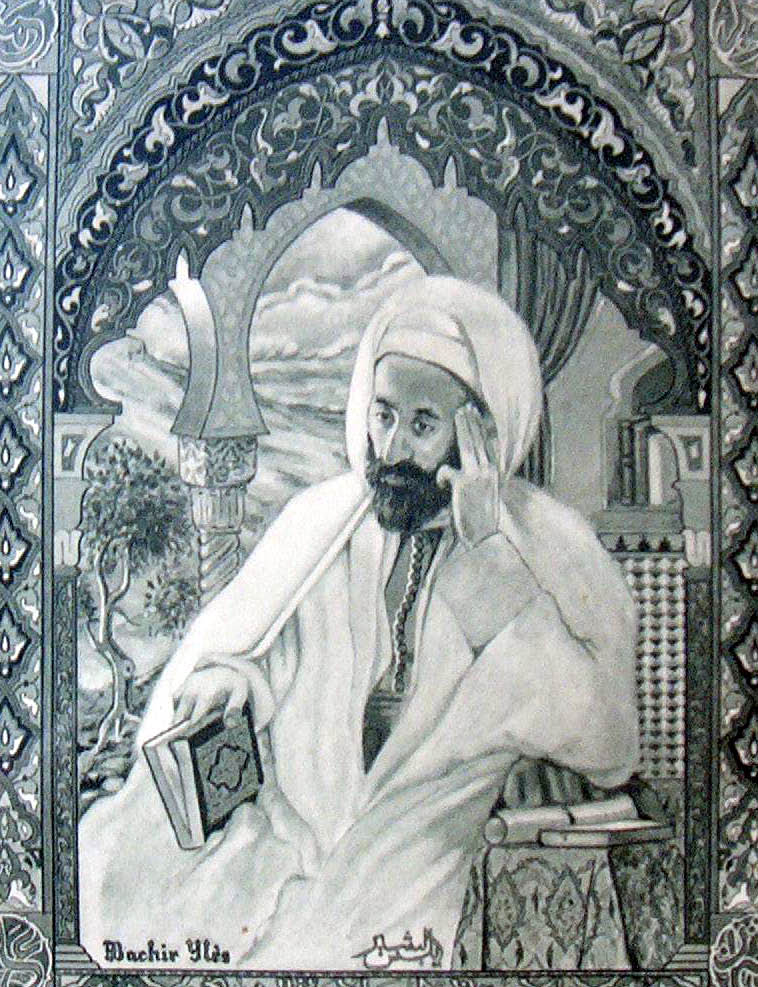
Abdelhamid Ben Badis

### Warch 'an naafi'
L'Algérie adopte la lecture du Coran à travers ses mosquées dans le strict respect de Warch 'an naafi'.
Cette méthode canonique de récitation du coran est suivie en Algérie depuis douze siècles.

### Salat
L'Algérie impose aux Imams assumant la Salat des cinq farâ'idh de réciter le Coran à travers ses mosquées dans le strict respect de Warch 'an naafi'.
Cette obligation se durcit lorsque la lecture des versets du Coran se fait lors de Salat al-Fajr, Salat al-Maghrib, Salat al-Isha et de Salat al-Jumu'ah.
Pour les prières surérogatoires, cette obligation s'applique lors des Tarawih et du Tahajjud, et des prières de l'aïd lors de Aïd el-Fitr et de Aïd al-Adha, en plus de certaines autres circonstances.

### Psalmodie en groupe
L'Algérie impose aux Imams la récitation du Coran en groupe avec des disciples et des fidèles avant ou après la Salat des cinq farâ'idh dans le strict respect de Warch 'an naafi'.
Cette récitation s'opère avant Salat al-Dhohr et Salat al-Asr, puis après Salat al-Maghrib.
Le strict respect des règles du Tajwid et de l'hymne religieux est de rigueur au cours de ce cercle de récitation.

## Supplication

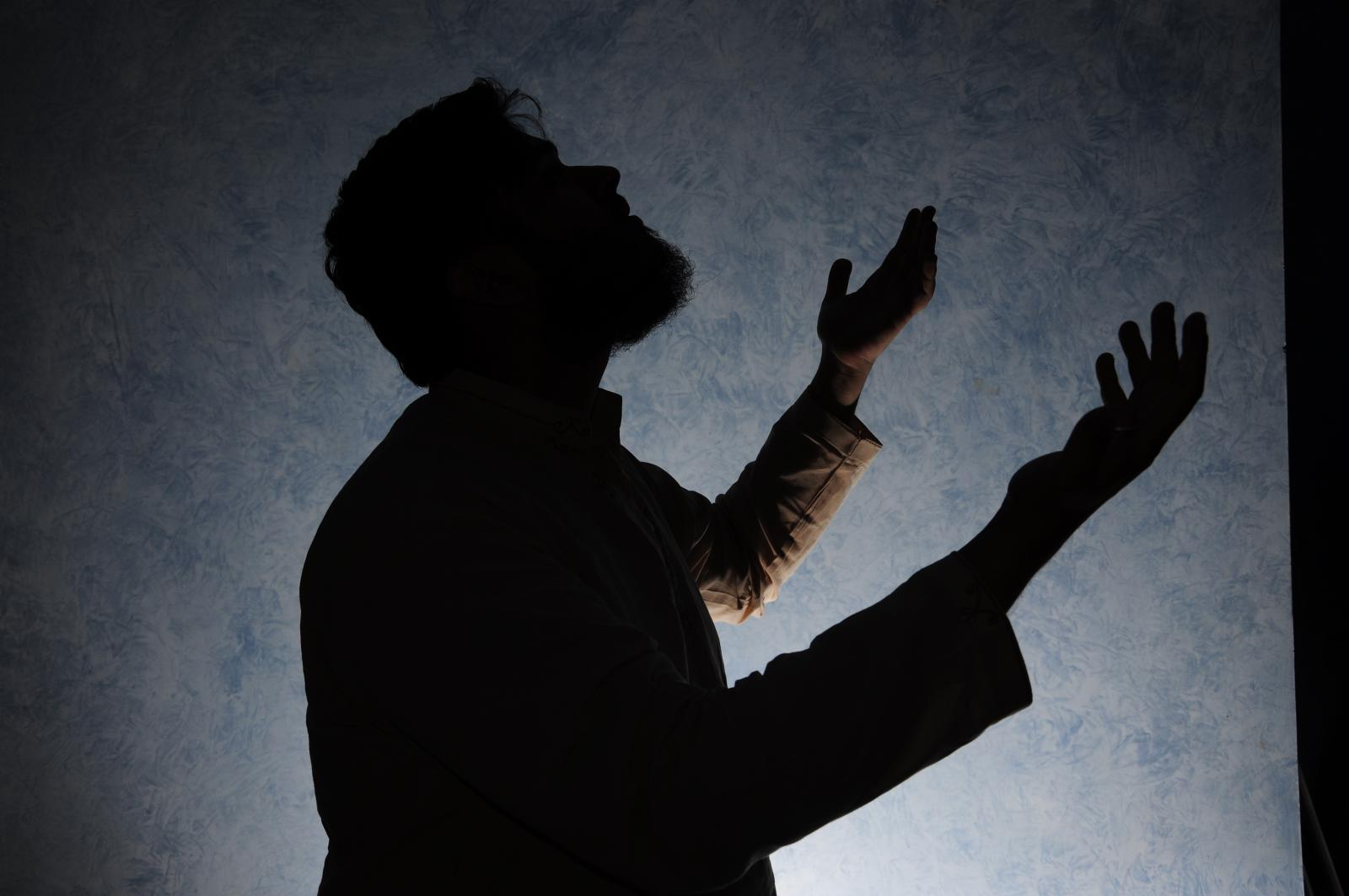
Levée des mains dans la supplication

### Levée des mains
.

## Habits de l'Imam
Les imams en Algérie s'habillent de manière générale en qamis. Ce vêtement est très répandu au Maghreb, mais aussi en Arabie saoudite et tout le monde musulman.
C'est un habit large et confortable qui est légiféré pour la prière.